# Grupo isogênico

Os grupos isógenos são grupos de até 32 células,que são originadas de um único condrócito. Encontra-se mais profundamente,em relação ao pericôndrio.
Na cartilagem do adulto, os condrócitos frequentemente estão situados em grupos compactos ou podem estar alinhados em fileiras. Esses grupos de condrócitos são formados como consequência de várias divisões sucessivas durante a última fase de desenvolvimento. Há pouca produção de matriz adicional e os condrócitos permanecem em íntima aposição. Tais grupos são chamados de grupos isógenos.
Os grupos isógenos (gerados da mesma célula) podem se organizar em fileiras (grupo isógeno axial), como observado no disco epifisário das cartilagens de crescimento, ou formando um grupo de células aglomeradas (grupo isógeno coronário), observado nas cartilagens com pericôndrio.
Os grupos isógenos são clones dos condrócitos.